# 野尻岩次郎
野尻 岩次郎（のじり いわじろう、1858年5月4日（安政5年3月21日）- 1929年（昭和4年）9月15日）は、明治から昭和初期の酒造家・林業家・政治家・実業家。衆議院議員、京都府会議長、京都府北桑田郡山国村長。号・撲堂。

## 経歴
丹波国桑田郡大野村（京都府北桑田郡山国村大字大野、京北町を経て、現京都市右京区）で、農業・酒造業・林業を営む野尻彦七、タメの長男として生まれる。14歳まで儒者・田原正績から漢籍を学び、小学校が開設されると全課程を修了した。その後、上京を願ったが実現せず、家業に従事しながら独学で漢文、数学、理化学、政治、経済を学んだ。
1880年（明治13年）1月、北桑田郡第三組戸長に就任。その後、学務委員、北桑田郡全村聯合村会議員、所得税調査委員、徴兵参事員、山国村会議員などを歴任。自由民権運動に加わり義兄河原林義雄らと郡内で自由懇談会などを開催した。1893年（明治26年）自由党京都支部常議員となり、その後立憲政友会に所属し同党京都支部長を長らく務めた。1897年（明治30年）1月、山国村長に就任した。
1884年（明治17年）6月、京都府会議員に初当選し、1898年（明治31年）8月に衆議院議員当選により辞職したが、1903年（明治36年）9月、5期目の当選を果たし1907年（明治40年）9月に任期満了となり退任した。この間、常置委員（4期）、府会副議長を務め、1903年（明治36年）9月から4年間、府会議長に在任した。1907年（明治40年）9月、北桑田郡会議員に選出され、1911年（明治44年）9月に退任するまで郡会議長を務めた。その他、第5回内国勧業博覧会評議員、京都府図書審査委員、同府教育会北桑田郡部会長なども務めた。
1898年（明治31年）5月の第5回衆議院議員総選挙で京都府第5区から自由党所属で立候補したが次点で落選。同年8月の第6回総選挙（京都府第5区、憲政党所属）で初当選し、その後、1915年（大正4年）3月の第12回総選挙（京都府郡部、立憲政友会所属）でも再選され、衆議院議員に通算2期在任した。この間、政友会協議員などを務めた。
実業界では、1896年（明治29年）京都酒造株式会社の設立に参画し監査役に就任。その他、中立貯金銀行取締役、京都府農工銀行設立委員、嵯峨材木社長などを務めた。また林業家としても知られ、植林に尽力し、船井郡、愛宕郡、北桑田郡の各材木商組合長を務め、1923年（大正12年）5月に帝国林政研究会が設立されると同理事に就任した。
1929年9月、胃癌のため京都府立病院で死去した。

## 親族
- 長男 野尻俊蔵（京北酒造社長）[1]
- 長女 高崎貞子（高崎行一長崎市長の妻）[11]
- 義兄 河原林義雄（衆議院議員、姉ひさ夫）[12]